# Полторацький Іван Федорович
Полторацький Іван Федорович (*1716, ймовірно, сотенне містечко Сосниця Чернігівського полку, нині: райцентр Чернігівської області — †після 1783, м.см. невід.) — бунчуковий товариш. Брат Марка Полторацького.

## З життєпису
Навчався у Києво-Могилянській академії. 1739-1752 рр. — військовий канцелярист Генеральної військової канцелярії, з 1753 — бунчуковий товариш. 1755 отримав за службу 50 дворів у Сосниці. 1779 мав ще куплених у Сосниці 2 хати на двох підсусідських дворах і 35 дворів підданих. 1783 вийшов у відставку. Був одружений з донькою полкового хорунжого Ксенією Жуковською.